# Prva Panonija
Prva Panonija ili Panonija Prima (lat. Pannonia Prima), provincija kasnog Rimskog Carstva. 

## Povijest
Prva Panonija nastala je 297. kada je car Dioklecijan, u sklopu reorganizacije države, podijelio Gornju Panoniju na Savsku i Prvu Panoniju. Središte provincije bio je grad Savarija, današnji Sambotel u Mađarskoj. Proces reorganizacije dovršen je do vladavine Konstantina I. Velikog.
Kao granična provincija, Panonija se nalazila pod stalnim udarom bezbožnih barbara, koji su se značajno pojačali tijekom Velike seobe naroda. Od vremena cara Gracijana provinciju započinju naseljavati Huni, koji su njome i potpuno zavladali do 427. Ipak, Prva Panonija će službeno ostati provincija Carstva sve do pada Ostrogotskog Kraljevstva 553.

## Zemljopis
Središte provincije bio je grad Savarija, današnji Sambotel u Mađarskoj. Provincija je bila omeđena Alpama na zapadu, Dunavom na sjeveru, Dravom na jugu te na istoku crtom koja je spajala Dunav i Dravu u razini Balatona. Na području provincije nalaze se teritoriji pet današnjih država: Austrije, Hrvatske, Mađarske, Slovačke i Slovenije.